# Ріу-Вермелью (мікрорегіон)
Ріу-Вермелью (порт. Microrregião do Rio Vermelho) — мікрорегіон у мезорегіоні Північний захід штату Гояс, штат Гояс, Бразилія. На 2006 рік населення становило 92 899 осіб. Займає площу 20 205,983 км². Густота населення — 4,6 осіб/км².

## Склад мікрорегіону
До складу мікрорегіону включені такі муніципалітети:
1. Арагуапас
2. Аруанан
3. Британія
4. Файна
5. Гояс
6. Ітапірапуан
7. Жусара
8. Матриншан
9. Санта-Фе-ді-Гояс

| Бразилія | Це незавершена стаття з географії Бразилії. Ви можете допомогти проєкту, виправивши або дописавши її. |